# Кхумбу

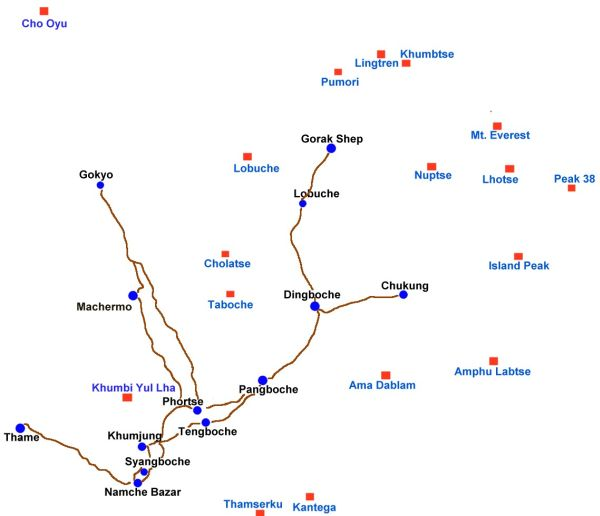
Схематична карта регіону Кхумбу

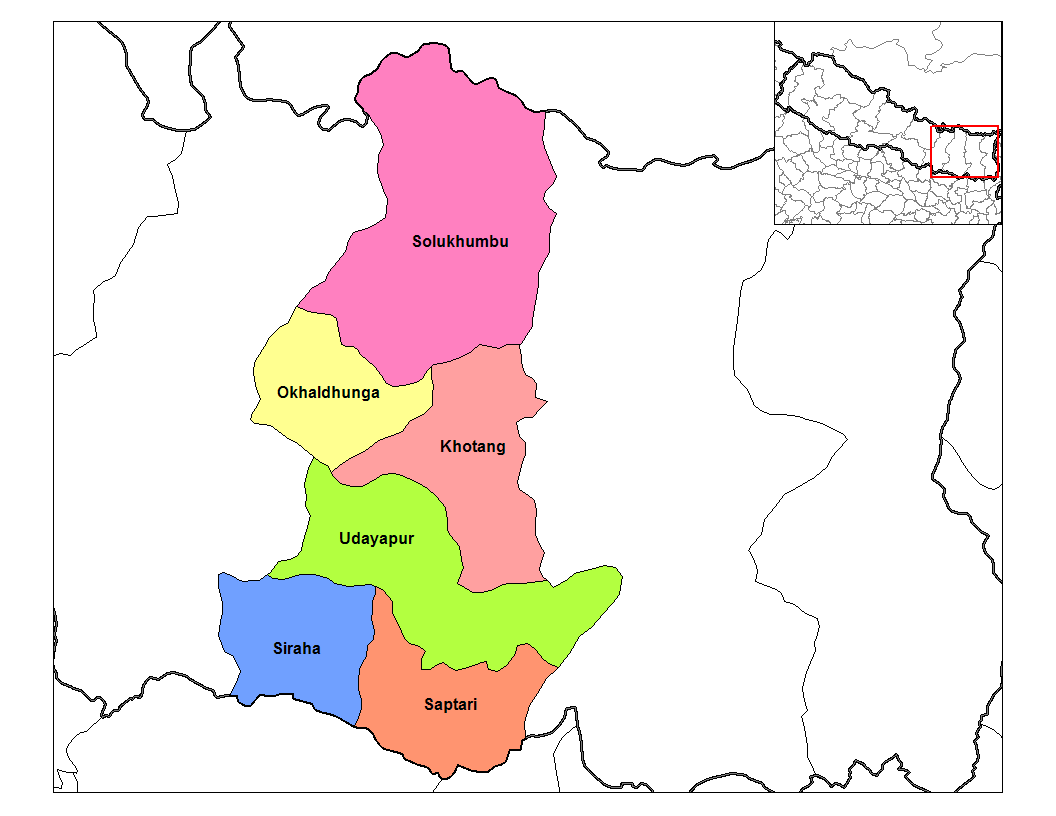
Схема адміністративної зони Сагарматха

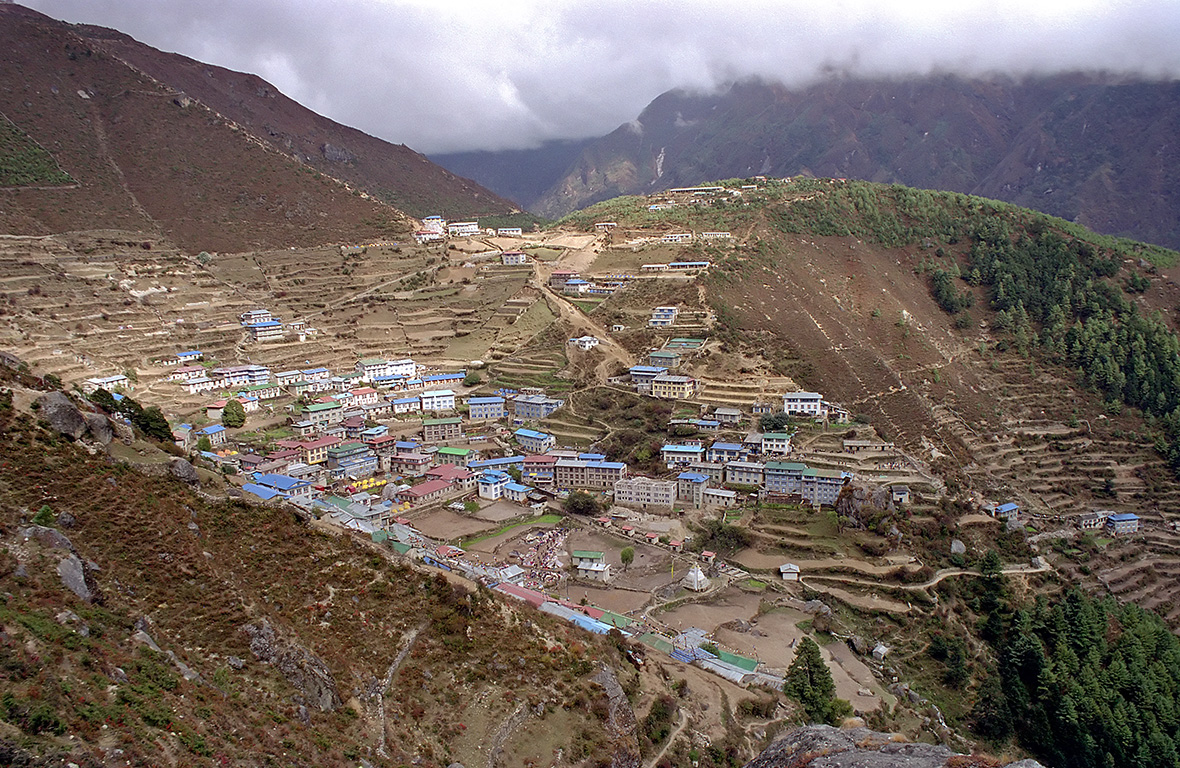
Намче-Базар — головний населений пункт регіону Кхумбу

Кхумбу — район на північному сході Гімалаїв в безпосередній близькості від вищої точки — Евереста, на кордоні з Тибетом. Розташований на території  національного парку Сагарматха. Поряд з двома іншими районами Солу і Пхарак утворює регіон Солукхумбу.
Головний населений пункт Кхумбу — Намче-Базар.
 
На територія району Кхумбу розташовані долини трьох великих річок: Бхотія Коси, Дудх Коси і Імджа Кхола. Річки випливають з льодовиків, розташованих на схилах найбільших шеститисячників і восьмитисячників, розташованих в районі Кхумбу.
Через регіон Кхумбу проходять численні  трекінгові маршрути.
Більшість населення Кхумбу складають шерпи.
На території району Кхумбу знаходиться найдавніший тибетський монастир Тьянгбоче. У монастирі Кумджунг зберігається скальп  снігової людини — йєті.

## Гори в районі Кхумбу
| Гора        | Висота, м |
| ----------- | --------- |
| Джомолунгма | 8848      |
| Лхоцзе      | 8516      |
| Чо-Ойю      | 8201      |
| Нупце       | 7861      |
| Барунцзе    | 7220      |
| Пуморі      | 7161      |
| Ама-Даблам  | 6812      |
| Кантега     | 6779      |

| Гора                  | Висота, м |
| --------------------- | --------- |
| Нум Рі                | 6677      |
| Тхамсерку             | 6623      |
| Табоче                | 6542      |
| Чолатцзе              | 6440      |
| Айленд-пік (Imja Tse) | 6165      |
| Лобуче                | 6145      |
| Кхумбу Йул Лха        | 5761      |
| Кала-Патхар           | 5645      |